# Maika Molesi
Maika Molesi (26 luglio 1981) è un calciatore samoano americano, difensore del Konika Machine FC.